# Inyección intratecal

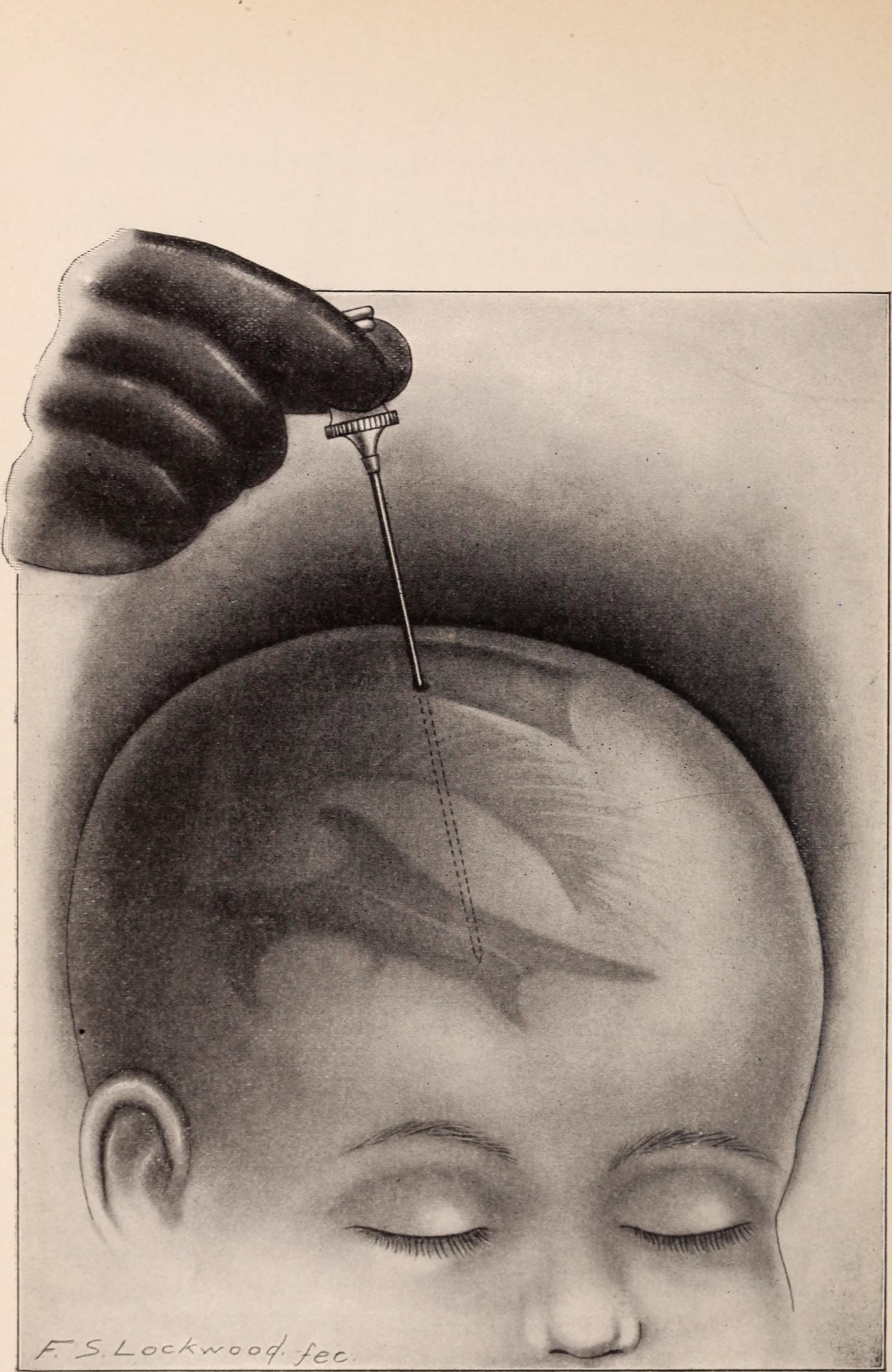
Administración intratecal de suero de Flexner, en pediatría, a través de la fontanela hacia los ventrículos del cerebro para tratar la meningitis

La inyección intratecal es la administración de un fármaco directamente en el espacio subaracnoideo para evitar la barrera hematoencefálica, es decir, la barrera especializada que separa el compartimento intravascular del líquido extracelular del cerebro y del líquido cefalorraquídeo.

## Ventajas
Las ventajas de esta vía de administración incluyen la administración directa al sistema nervioso central, menos efectos secundarios y dosis más bajas para alcanzar las concentraciones adecuadas del fármaco en comparación con otras vías. La administración de medicamentos intratecales se da típicamente a través de un catéter lumbar permanente o una aguja espinal/epidural. Las clases de medicamentos que comúnmente se administran por vía intratecal incluyen antibióticos, quimioterapéuticos, anestésicos y analgésicos. La vía intratecal forma parte de las vías alternas de administración de fármacos. Puede ser utilizada para proporcionar mejores resultados terapéuticos, como por ejemplo, para infecciones del sistema nervioso central o para anestesia raquídea.

## Desventajas
Si bien, la administración de medicamentos intratecales se realiza con menos frecuencia que la administración en la mayoría de las otras vías, las complicaciones que pueden ocurrir son catastróficas. Un error de dosificación, combinación inadecuada y administración de medicamentos no destinados a esta vía (por ejemplo, vincristina, alcohol bencílico) son las causas de tales errores. Hay muchos factores que gobiernan la seguridad y toxicidad potencial de los medicamentos intratecales, como la lipofilia, el estado iónico y la osmolaridad. Emplear esta vía es mucho más peligrosa y obviamente requiere mayores habilidades y cuidado en la administración del medicamento.
De todas las vías de administración de fármacos, la inyección intratecal ha causado incluso muertes por errores, no solo en la aplicación, sino también por elegirla de manera equivocada. Igual que con otras vías de administración de medicamentos, como la epidural, intraarticular, la intraarterial, la intravítrea y la intraósea, así como las inyecciones en las lesiones y el tejido nervioso, la vía intratecal solo deben reservarse para la intervención de un especialista en salud debidamente calificado.

## Casos en los que se emplea esta vía
Las indicaciones actuales más comunes para la administración intratecal incluyen analgesia, anestesia y tratamiento de la espasticidad o neoplasmas del sistema nervioso central (SNC).
- Quimioterapia intratecal
- Quimioterapia intraventricular: Aquí se emplea el Depósito de Ommaya, que consiste en un pequeño globo (reservorio) debajo del cuero cabelludo conectado a un tubo que atraviesa el cráneo hacia una ubicación intracraneal, como el espacio ventricular. El depósito permite un fácil acceso al fluido cerebroespinal para el muestreo o la administración de una infusión intracerebroventricular de agentes quimioterapéuticos.
- Infecciones fúngicas.

## Ejemplos de fármacos empleados
Los fármacos más usados son:
Spinraza (Nusinersen), Ketamina, morfina, zinconitida, amikacina, anfotericina B, arbekacina, bupivacaína, ceftriaxona, gentamicina, levofloxacina, penicilina, polimixina E, vancomicina, Corticosteroides, baclofeno, citarabina liposomal, metotrexato, epinefrina, papaverina, fenilefrina, betanecol, clonidina, colistina, midazolam, neostigmina, octreótido, somatostatina, inmunoglobulina tetánica.

## Peligros de la vía intratecal

### Por errores de administración (vía equivocada)
En 2008, la Agencia Nacional de Seguridad del Paciente (NPSA, por sus siglas en inglés) y el Departamento de Salud del Reino Unido informaron incidentes fatales y graves en hospitales en los que las dosis de alcaloides de la vinca (generalmente vincristina) destinados a la administración intravenosa se habían administrado por vía intratecal (espinal) por error. Se sabe que se han producido al menos 55 incidentes en todo el mundo durante el tratamiento de pacientes con cáncer.
La inyección errónea del alcaloide de la Vinca intratecal causa un daño devastador al sistema nervioso central que en la mayoría de los casos ha llevado a la muerte en cuestión de días. Estos incidentes han resultado en la muerte de todos los pacientes involucrados. Los pocos pacientes que han sobrevivido han tenido daño neurológico severo y permanente sobre todo parálisis.

## Prevenciones de errores
Todos los errores de la medicación intratecal son prevenibles. Los mecanismos de prevención están bien descritos. Incluyen farmacéuticos entrenados y especialistas administradores de los fármacos, empaquetado y manipulación especializados, uso de mini bolsas para medicamentos intratecales siempre que sea posible, eliminación de todas las jeringas y otros medicamentos del área, y una lista de verificación y tiempo de espera con dos personas revisando las etiquetas. Cualquier sistema de prevención adoptado debe incluir pasos para la administración intratecal de xenobióticos necesarios en todos los entornos, incluidas salas de tratamiento, clínicas ambulatorias, suites de radiología, y el quirófano, así como también todas las rutas intratecales, como las bombas implantables, los depósitos de Ommaya y los puntos de acceso lumbares u otros.